# Lizoain-Arriasgoiti/Lizoainibar-Arriasgoiti
Lizoain-Arriasgoiti/Lizoainibar-Arriasgoiti (baskisch Lizoainibar-Arriasgoiti, spanisch Lizoain-Arriasgoiti) ist eine spanische Gemeinde (municipio) in der Comunidad Foral de Navarra. Sie gehört zur Comarca Pirinioaurrea und hat 288 Einwohner (Stand: 2024). Zur Gemeinde gehören neben dem Hauptort Lizoain die Ortschaften Beortegui, Galdúroz, Janáriz, Lérruz, Leyún, Mendióroz, Oscáriz, Rédin, Uroz, Urricelqui, Yelz, Zalba und Zunzarren und den Wüstungen Aguinaga, Iloz, Laboa und Zaldaiz. 

## Lage
Lizoain-Arriasgoiti/Lizoainibar-Arriasgoiti liegt etwa 15 Kilometer östlich von Pamplona in einer Höhe von ca. 540 m.